# Comeback (film fra 2015)
 For alternative betydninger, se Comeback (flertydig). (Se også artikler, som begynder med Comeback)
Comeback er en dansk komediedrama fra 2015, instrueret af Natasha Arthy, som har skabt manuskriptet sammen med komikeren Jacob Tingleff på baggrund af oplæg af den islandske forfatter Hallgrímur Helgason.

## Handling
Komikeren Thomas Vang har smadret sin karriere og vil gøre alt for at komme tilbage på toppen. Om han så må nøjes med at varme op for vennen, den succesfulde Mads Andersen, skal al energi sættes ind på at få karrieren på ret køl igen. Men da hans rapkæftede teenagedatter Frederikke pludselig dukker op af glemslen, bliver der vendt op og ned på hans liv. Hun gør alt, hvad hun kan for at sabotere hans drømme, og inden Thomas helt forstår, hvad der har ramt ham, styrer han direkte mod den sikre afgrund. Kun Frederikke kan redde ham - men er det overhovedet umagen værd for hende? Én ting er helt sikkert, det bliver ikke det comeback, han havde ønsket sig.

## Medvirkende
- Anders W. Berthelsen som Thomas Vang
- Peder Thomas Pedersen som Mads
- Sarah-Sofie Boussnina som Frederikke
- Roberta Reichhardt som Emilie
- Peter Frödin som Torben
- Benedikte Hansen som Kim
- Maria Rossing som Marlene
- Filippa Suenson som Lina
- Tina Gylling Mortensen som Jepsen